# Vroenhout
Vroenhout is een buurtschap in de gemeente Roosendaal in de Nederlandse provincie Noord-Brabant. Het ligt twee kilometer ten westen van de stad Roosendaal en één kilometer ten noordoosten van Wouw, aan de weg naar Kruisland.

## Geschiedenis
In Vroenhout stond het eerste klooster van de zusters van het St Catharinadal. Tijdens de Sint-Aagthenvloed in 1288 werd dit klooster vernietigd, waarna zij in 1295 een nieuw onderkomen kregen in het gasthuis van Breda.
Stad: Roosendaal      Dorpen: Heerle · Moerstraten · Nispen · Wouw · Wouwse Plantage

Buurtschappen: Akker · Boeiink · Borteldonk · Brembosch · Bulkenaar · De Rotting · Everland · Haiink · Hazelaar · Heijbeek · Hoevestein · Hollandsdiep · Hulsdonk · Kruisstraat · Nieuwenberg · Oostlaar · Plantage Centrum · Vijfhoek · Vinkenbroek · Visdonk · Vleet · Vroenhout · Wouwse Hil · Zoomvliet

Noord-Brabant: Steden en dorpen      Nederland: Provincies · Gemeenten